# 排障器

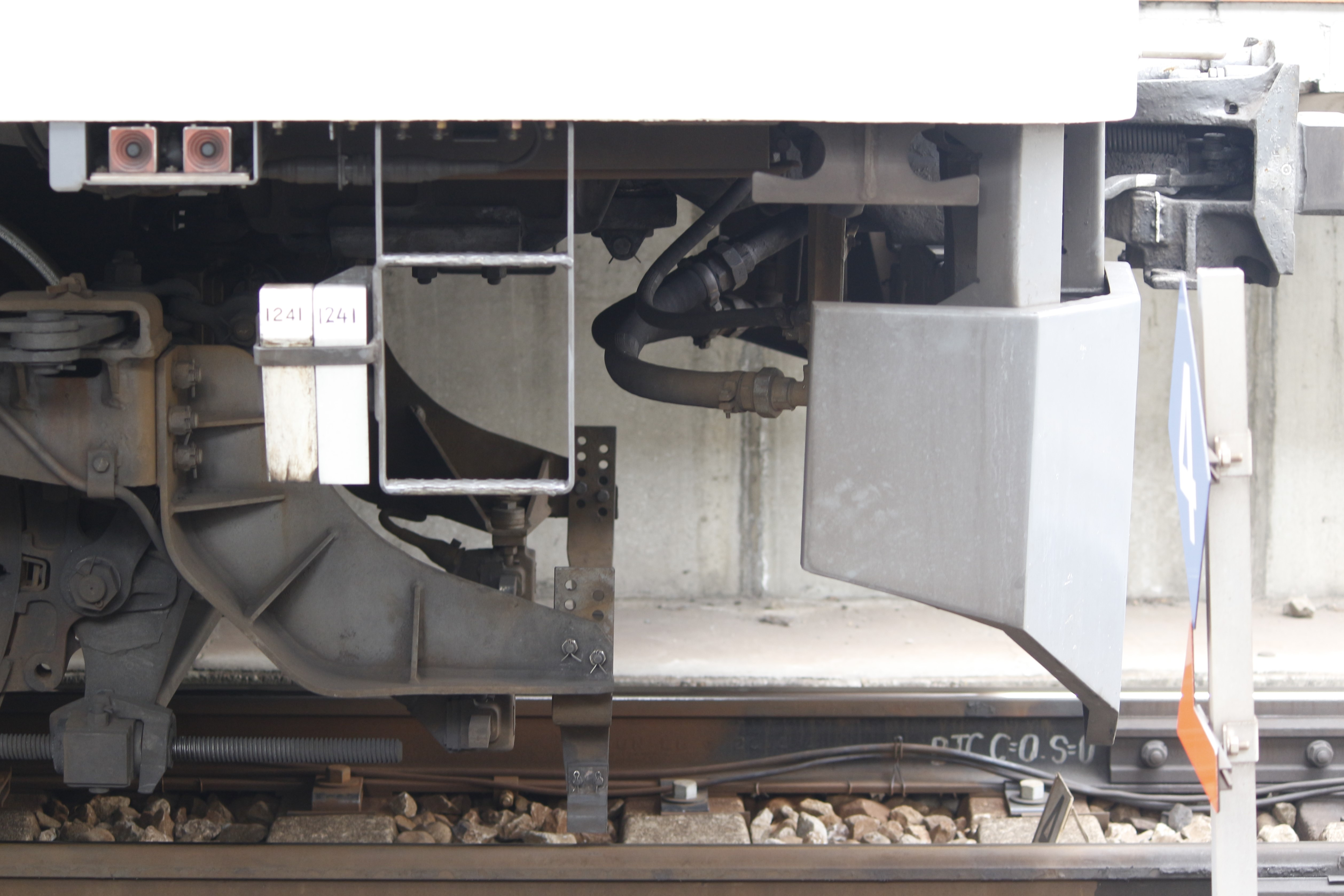
西武101系の先頭部床下
左側の台車から伸びているものが排障器で、先端にゴム製の補助排障器を備える。

排障器（はいしょうき）とは、鉄道車両の構造物の一つで、走行中に線路上の障害物を排除する機能を持つ。JISの定義では台車に取付けるものを指すが、一般には車体に取付けるもの（排障装置やいわゆるスカート）を指すこともあり、本項ではこれについても解説する。
スノープラウ（JIS定義では「雪かき器」）も排障器と同様に車両もしくは台車の先頭部に取付けられるため、装備する車両では一体化されていることも少なくない。

## 排障器
レール上の小さい障害物（石など）をはね避ける目的で、先頭台車の先端に装備される。後述するスカートの登場以前から使われ続けており、JISでは台車補助構造部の「走行中に，レール上の障害物を排除する器具。」として定義されている。
構造としては、本体部分に相当する鋼板と、これを台車枠に取付けるためのステーからなる。事業者によってはこれに加え、先端部にゴム製の部材（JIS定義では補助排障器）を取付けている。本体部分はボルトでステーに固定されるのが一般的で、車体重量や車輪径の影響を受けないように、本体側は長穴や多数の穴を用意して高さを調整できる構造となっている。
ステーは台車枠に一体化（溶接）されている場合と、別部品となっているとがある。両者ともに台車枠の端、軸箱上部に取り付けるのが一般的で、後者の場合は平面部にボルトで締結する形となる。また後者の場合、（台車によっては平面部がないため、代わりに）先頭側のみに受座を用意するような形で台車枠端部の形状を変えていることもある（モノリンク式や軸はり式の台車に多い）。またステーはATSやATCの受電器の取付に共用されることがあり、保安装置の変更時に交換されることもある。

## 排障装置
いわゆるスカートであり、排障器とも呼ばれる。図面や発表等の正式な場面では「台枠下部覆い」（表記ゆれあり）の名称が使われることも多々ある。台車の排障器より手前に設置される。
JISでは台枠の「排障装置」、車体の「台枠下部覆い（慣用語：スカート）」がそれぞれ定義されており、前者は緩衝機能を持つもの、後者は機器の保護や形状を整えることを目的としたものとされているが、一般的に区分されることはほぼない。大きな障害物（例えば立ち往生している自動車）が衝突した際に、これが床下に巻き込まれて機器が損傷するようなことを防ぐ目的で設置される。また2000年代後期以降は、人身事故による負傷者の巻き込み防止も主眼に入れた設計・構造の排障装置を各社開発、搭載している。
1960年代は新幹線や特急形車両など、高速運転する車両にのみ取り付けられていたが、近年では人身事故・踏切障害事故の軽減と車両デザインのアクセント的意味合いも強くなっており、通勤・一般形車両や地下鉄など踏切が存在しない路線の車両でも新製時に取り付けられることが多い。また従来車両にも運転区間の拡大や更新工事に際して新たに取り付けられたり、落成当初から取り付けられていた車両でも強化型（大型化や板厚増大）に換装されることもある。一方、踏切があっても走行速度の低い路線などでは、取り付け工事が後回しにされる例もあり、特に客車で排障装置が取り付けられた車両はE26系やジョイフルトレインのオリエントサルーン等ごく少数に限られている。また、第三軌条方式の路線での採用は少なく、日本では北大阪急行電鉄の車両のみとなっている。
材質は鋼鉄などの金属製である。時速200キロを超える新幹線では障害物を巻き込むと被害が甚大になるため、何重にも重ねて取り付けられていた。塗装はグレーが多く、その大半は床下機器と同色であるが、新幹線0系電車をはじめ、車体と一体的なデザインとして車体色やその近似色で塗られているものも少なくない。取り付け位置は車両の先頭部分の床下、連結器まわりを囲っている場合がほとんどである。

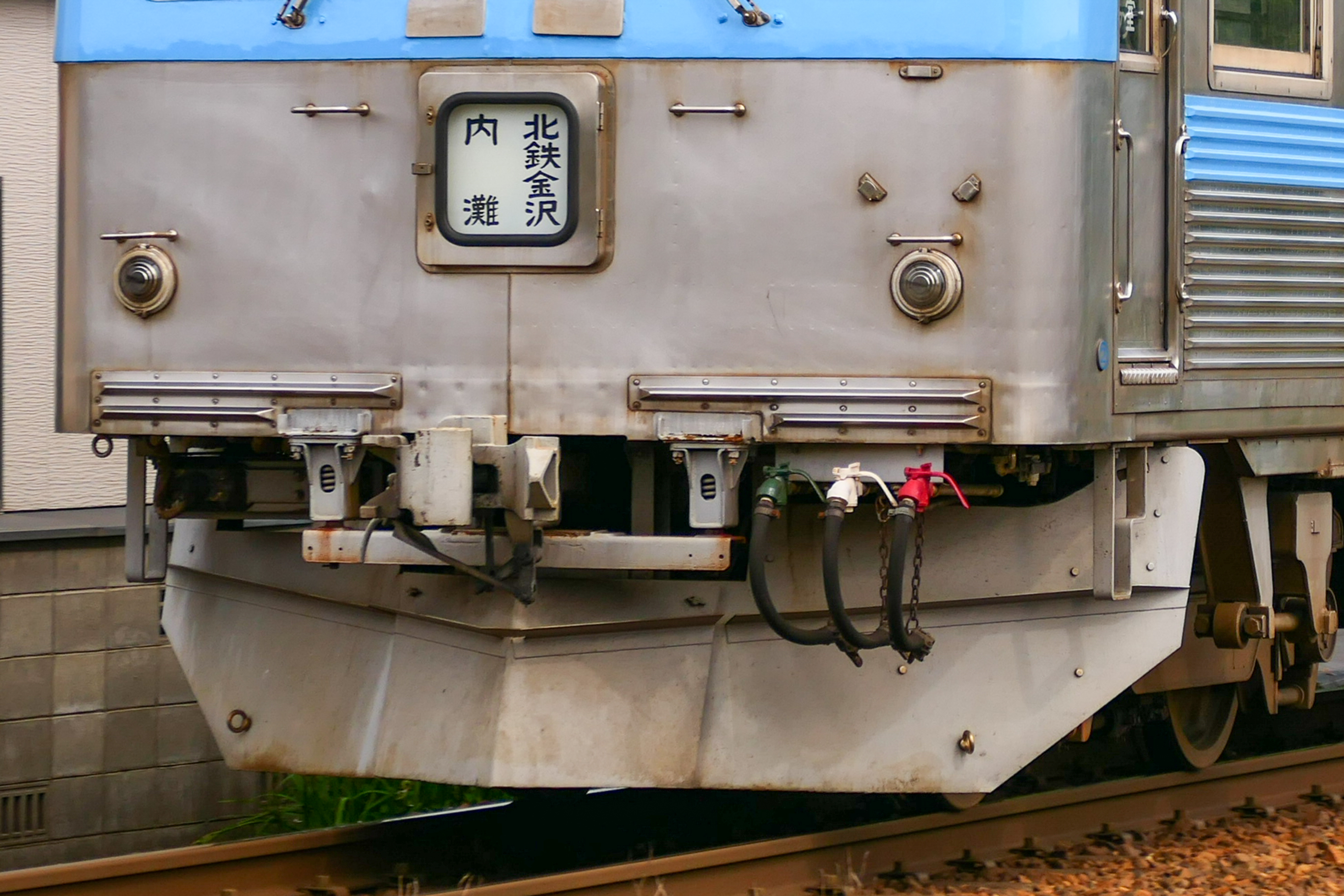
北陸鉄道8000系のスカート
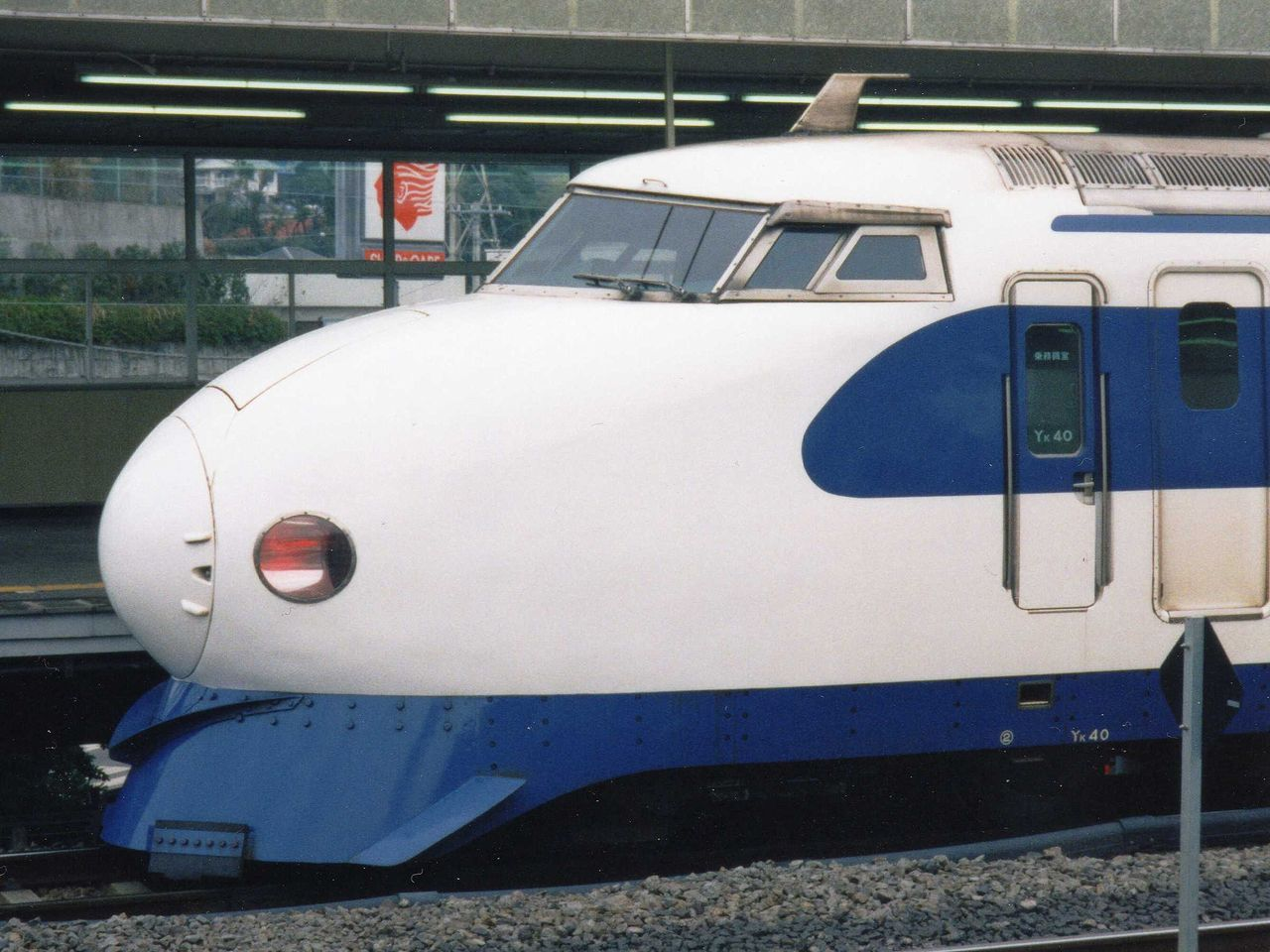
新幹線0系のスカート側面